# 7287 Yokokurayama
A 7287 Yokokurayama (ideiglenes jelöléssel 1990 VN2) a Naprendszer kisbolygóövében található aszteroida. Tsutomu Seki fedezte fel 1990. november 10-én.